# Baikunthpur (Koriya)
Baikunthpur is een stad en “notified area” in de Indiase staat Chhattisgarh. Het is de hoofdplaats van het district Koriya.

## Demografie
Volgens de Indiase volkstelling van 2001 wonen er 10.076 mensen in Baikunthpur, waarvan 54% mannelijk en 46% vrouwelijk is. De plaats heeft een alfabetiseringsgraad van 78%.